# Тригранник Френе

Тригранник Френе вздовж гвинтової лінії. Вектори — синій, — червоний, — чорний.

Тригранник або репер Френе — це природний рухомий репер у тривимірному просторі, що виникає на C3-гладкій кривій.
Нехай {\displaystyle \gamma (t)} — C3-гладка крива в Евклідовому просторі {\displaystyle \mathbb {E} ^{3}}. Крива задана радіус-вектором {\displaystyle r=r(s)}, де s — натуральний параметр. З точкою ненульової кривини {\displaystyle p\in \gamma (t),\ p=r(s)} можна зв'язати три вектори {\displaystyle \tau (s),\nu (s),\beta (s),} які утворюють ортонормований базис. Де
{\displaystyle \tau ={\dot {r}}(s)} — одиничний дотичний вектор,
{\displaystyle \nu ={\frac {{\ddot {r}}(s)}{||{\ddot {r}}(s)||}}} — одиничний вектор головної нормалі,
{\displaystyle \beta =[\tau ,\nu ]}  — одиничний вектор бінормалі до кривої в даній точці.
Вектори {\displaystyle {\tau },{\nu },{\beta }} зв'язані співвідношеннями:
{\displaystyle {\begin{matrix}{\frac {d\tau }{ds}}&=&&k\nu &\\&&&&\\{\frac {d\nu }{ds}}&=&-k\tau &&+\,\varkappa \beta \\&&&&\\{\frac {d\beta }{ds}}&=&&-\varkappa \nu &\end{matrix}}}
Величини
{\displaystyle k=||{\ddot {\gamma }}(s)||,\quad \varkappa =-\langle {\dot {\beta }},\;{\nu }\rangle }
називають, відповідно, кривиною та скрутом кривої в даній точці.
Рівняння виду {\displaystyle k=f(s)\in C^{1},\ \kappa =g(s)\in C^{0},\,} де {\displaystyle f(s)} усюди додатна називаються натуральними рівняннями кривої та визначають її з точністю до руху у просторі. Це твердження називають основною теоремою теорії кривих.
Формули Френе також відомі як теореми Френе, можна сформулювати, більш стисло, використовуючи матричні позначення:
{\displaystyle {\begin{bmatrix}\tau '\\\nu '\\\beta '\end{bmatrix}}={\begin{bmatrix}0&k&0\\-k&0&\varkappa \\0&-\varkappa &0\end{bmatrix}}{\begin{bmatrix}\tau \\\nu \\\beta \end{bmatrix}}.}
Ця матриця буде кососиметричною.

## Визначення

T та N вектори у двох точках на плоскій кривій, переносимо вектор T (позначено пунктиром), різницю векторів позначимо, як δT. Відстань між точками позначимо δs. Границя буде в напрямку N і кривина описує швидкість обертання репера.

Нехай r(t) — це крива в евклідовому просторі, що представлена радіус-вектором як функція, залежна від часу. Формули Френе-Серрі виконуються для невироджених кривих. Це криві, у яких вектор швидкості r'(t) та вектор прискорення r"(t) не будуть паралельними.
Нехай s(t) задається довжиною дуги, яка змінюється вздовж частини кривої. У випадку, коли крива задана ненатуральною параметризацією, можна перейти до неї за допомогою наступної формули:
{\displaystyle s(t)=\int _{0}^{t}\|\mathbf {r} '(\sigma )\|d\sigma .}
Більш того, з того, що r′ ≠ 0 слідує, що s(t) — строго монотонно зростаюча функція. Тому візьмемо t як функцію, залежну від s, і запишемо у вигляді: r(s) = r(t(s)). Тоді, крива буде параметризована за допомогою довжини дуги.